# Vilson Džoni
Vilson Džoni (* 29. září 1950 Split) je bývalý jugoslávský fotbalista chorvatské národnosti, obránce. V roce 1978 byl vyhlášen jugoslávským Fotbalistou roku.

## Fotbalová kariéra
V jugoslávské lize hrál za Hajduk Split, nastoupil ve 209 ligových utkáních, dal 6 gólů a s Hajdukem vyhrál třikrát ligu a pětkrát pohár. V sezóně 1978/1979 hrál za GNK Dinamo Záhřeb, nastoupil ve 30 ligových utkáních a dal 11 gólů. V roce 1979 přestoupil do německého týmu FC Schalke 04, v bundeslize nastoupil v 55 utkáních a dal 6 gólů. V Schalke 04 pokračoval i jednu sezónu po sestupu do 2. bundesligy. Další čtyři sezóny odehrál ve druhé bundeslize v týmu SG Wattenscheid 09. V Poháru mistrů evropských zemí nastoupil v 11 utkáních a dal 1 gól, v Poháru vítězů pohárů nastoupil v 11 utkáních a ve Veletržním poháru nastoupil ve 3 utkáních. Za reprezentaci Jugoslávie nastoupil v letech 1974-1978 ve 4 utkáních. 

## Ligová bilance
| Ročník                                    | Zápasy | Góly | Klub               |
| ----------------------------------------- | ------ | ---- | ------------------ |
| Jugoslávská Prva liga 1968/1969           | 1      | 0    | Hajduk Split       |
| Jugoslávská Prva liga 1969/1970           | 23     | 0    | Hajduk Split       |
| Jugoslávská Prva liga 1970/1971           | 32     | 0    | Hajduk Split       |
| Jugoslávská Prva liga 1971/1972           | 34     | 1    | Hajduk Split       |
| Jugoslávská Prva liga 1972/1973           | 31     | 1    | Hajduk Split       |
| Jugoslávská Prva liga 1973/1974           | 24     | 2    | Hajduk Split       |
| Jugoslávská Prva liga 1974/1975           | 29     | 2    | Hajduk Split       |
| Jugoslávská Prva liga 1975/1976           | 19     | 0    | Hajduk Split       |
| Jugoslávská Prva liga 1976/1977           | 2      | 0    | Hajduk Split       |
| Jugoslávská Prva liga 1977/1978           | 10     | 2    | Hajduk Split       |
| Jugoslávská Prva liga 1978/1979           | 30     | 11   | GNK Dinamo Záhřeb  |
| Německá fotbalová Bundesliga 1979/1980    | 21     | 2    | FC Schalke 04      |
| Německá fotbalová Bundesliga 1980/1981    | 34     | 4    | FC Schalke 04      |
| 2. německá fotbalová Bundesliga 1981/1982 | 13     | 0    | FC Schalke 04      |
| 2. německá fotbalová Bundesliga 1982/1983 | 32     | 2    | SG Wattenscheid 09 |
| 2. německá fotbalová Bundesliga 1983/1984 | 38     | 6    | SG Wattenscheid 09 |
| 2. německá fotbalová Bundesliga 1984/1985 | 23     | 0    | SG Wattenscheid 09 |
| 2. německá fotbalová Bundesliga 1985/1986 | 24     | 0    | SG Wattenscheid 09 |
| CELKEM 1. jugoslávská liga                | 237    | 19   |                    |
| CELKEM Německá fotbalová Bundesliga       | 55     | 6    |                    |